# Peter Genever
Peter Genever, né le 23 octobre 1973 à Aldershot, est un joueur professionnel de squash représentant l'Angleterre. Il atteint en mars 2001 la 23e place mondiale sur le circuit international, son meilleur classement.
Après l'arrêt de sa carrière de joueur, il devient l’entraîneur de l'équipe de Malaisie de squash et de joueurs comme Delia Arnold, Mohd Nafiizwan Adnan, Mohd Azlan Iskandar. Il cesse ses fonctions fin février 2019, désireux de passer plus de temps auprès de sa famille après sept années passées à la tête des équipes de Malaisie.

## Palmarès

### Finales
- Open de Colombie : 1999